# Q (lettre)
La lettre Q est une lettre de l’alphabet latin.

## Histoire
La lettre provient du Q de l'alphabet latin, lequel l'a héritée de l'alphabet étrusque, l'ayant lui-même empruntée au koppa grec. En latin, la lettre ne se rencontre que dans le digramme QV, qui note une consonne complexe unique [kʷ].

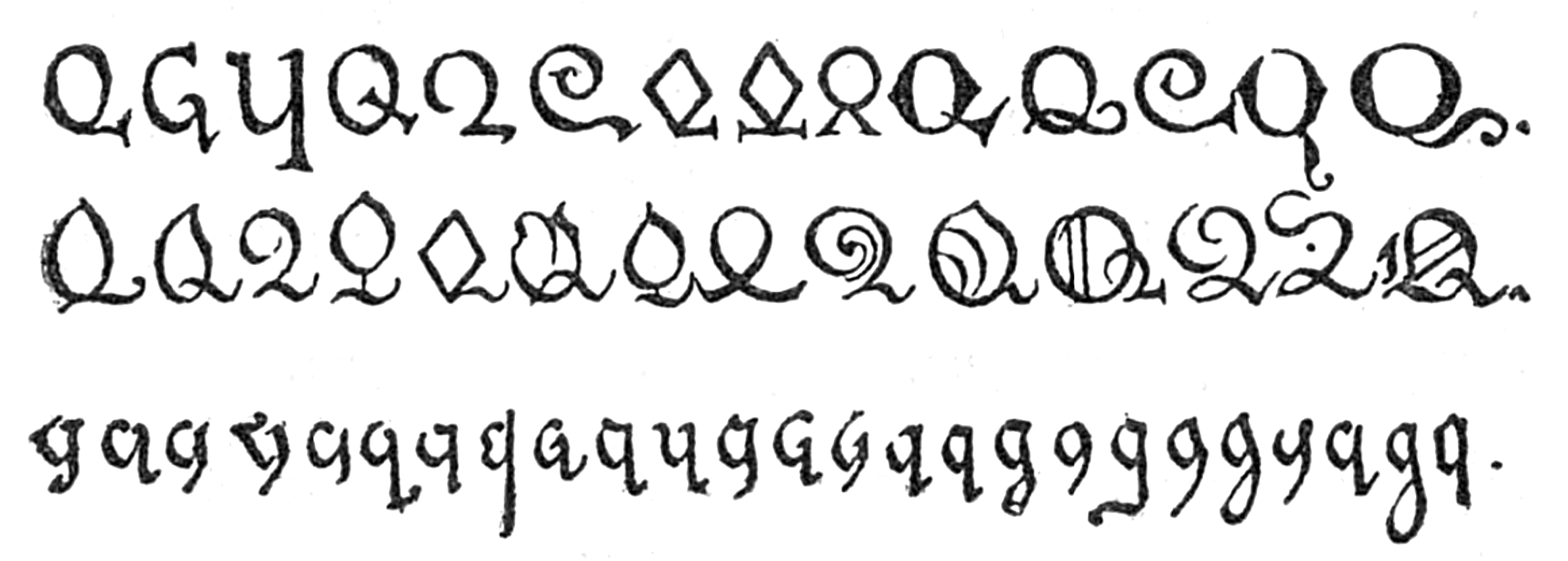
Formes majuscules et minuscules manuscrites de la lettre Q dans le Dictionnaire des abréviations latines et française d’Alphonse Chassant.

| V24 |

| V24 |

## Tracé
Il existe de nombreux tracés différents pour le « Q » (haut-de-casse) :
- la forme formant l’œil varie peu et est généralement ovale, elliptique ou oblongue, plus rarement circulaire.
- la queue subit des nombreuses variations
  - elle peut être droite ou bien plus ou moins courbe
  - elle peut croiser le cercle du « O » ou non
  - elle peut être simple ou double (par exemple dans les polices Palatino ou Aldus de Hermann Zapf)

La queue du « Q » peut former une ligature esthétique.

« Q » classique
« Q » et « q » en Helvetica et Bodoni
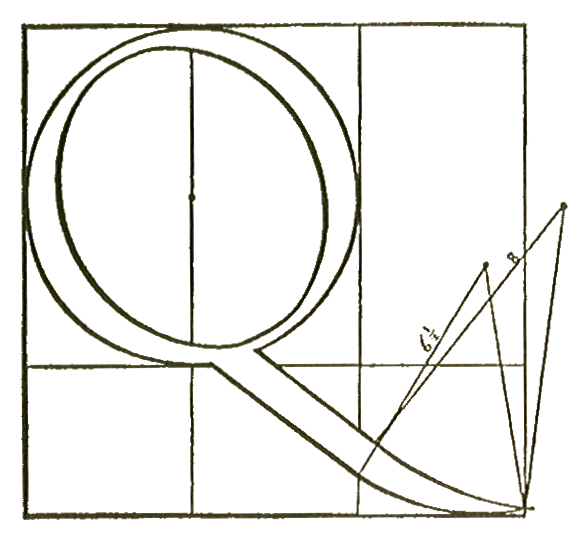
Q de Francesco Torniello (1517)

## Usage dans les langues

### En français
- Le q est le plus souvent suivi de la lettre u (sauf quelques exceptions ci-dessous) pour former le digramme qu. Q, ou le digraphe qu, correspondent en français à une consonne vélaire sourde ; elle a donc la même valeur que k ou c dur. En français, ce u n'est pas prononcé sauf dans les emprunts directs au latin (ex. aquarium) ; dans le mot piqûre, l'accent circonflexe indique que le u (du suffixe -ure) est bien prononcé, bien qu'il ne puisse pas en être autrement puisqu'ici, qu n'est pas suivi d'une voyelle — expliquant la graphie simplifiée piqure, rendue valide en 1990.
- Dans certains mots français, le q se rencontre sans u dans des cas d'emprunt à des langues (principalement l'arabe, où cette graphie transcrit la consonne uvulaire [q]). Voir la liste ci-dessous.
- Il est à noter que la phonologie de la lettre q est homophone au mot "cul" en français.

### Dans les langues indo-européennes
Le proto-indo-européen est reconstruit avec des consonnes labiovélaires /kʷ/ et /kʷʰ/ (aspiré). Ces dernières ont pu être transcrites, dans certains travaux, q et qh, orthographe aujourd'hui abandonnée. Le latin a gardé ce phonème /kʷ/ (transcrit qu), qui s'est conservé en italien moderne (ex. quando /kʷando/ ‘quand’).
Dans le passage du latin aux langues romanes, qu initial devant a est devenu [k] en français  et roumain; [kw] en italien et portugais; [k] ou [kw] en provençal et en rhéto-roman. En espagnol la q jamais est suivi pour un a. 
Exemple: latin quale: français quel, roumain care, italien quale, espagnol cual, portugais qual, provençal qual, rhéto-roman kwal.
Devant e, i, qu initial est devenu [k] dans toutes les langues romanes sauf le roumain où il se prononce tch, et en portugais où il est devenu [k] ou [kw] (quinze [k] - quinquagéssimo [kw]).
Le groupe phonétique qu (=[kw]) s'est reformé en français dans les mots savants tels que équateur ou aquarium, directement empruntés au latin. Devant un /i/, comme dans équilatéral, la syllabe qui se prononce parfois [kɥi] (avec un [ɥ] labio-palatal).
Le /kʷ/ indo-européen est devenu en grec π (p), τ (t) ou κ (k) en fonction de la voyelle qui suivait ; en latin qu ou c ; en osque et en ombrien p ou c ; en irlandais c ; en sanskrit k ou c ; en lituanien k ; en vieux slave k, tch, c ; en germanique hw, w, f.

### Dans les autres langues
- Q représente cette même consonne uvulaire dans l'orthographe de l’inuktitut (langue inuit), ainsi que dans la romanisation des langues sémitiques (arabe qāf, hébreu qof) et des langues qui empruntent à ces langues (ex. turc, persan, etc.).
- Dans les langues océaniennes du nord du Vanuatu, la lettre q transcrit une occlusive labiovélaire sourde [k͡pʷ] (ex. en mwotlap, qelen̄ [k͡pʷɛlɛŋ] ‘disparaître’); ou une occlusive vélaire sourde labiovélarisée [kʷ] (ex. hiw yeqën [jəkʷen] ‘femme’).
- En chinois, dans les transcriptions en pinyin, le ‹ q › note la prononciation [tɕʰ], proche d'un tch aspiré. Il ne peut être suivi que du i ou du u (prononcé [y]): ex. 去 qù [tɕʰy] ‘aller’.
- En vietnamien, le q est toujours suivi de u (comme Quốc (國) signifiant un pays). Le digramme qu se prononce [kʷ] ou [w] selon les dialectes de cette langue.

Selon Adolf Noreen, certains manuscrits vieux-norrois du Moyen Âge utilisent le ƞ, ŋ ou q pour représenter la consonne nasale vélaire voisée [ŋ] au lieu de n devant g ou k,.
Robert Henry Codrington (en) utilise la lettre q ‹ q › pour représenter une consonne occlusive labiale-vélaire sourde avec une relâchement spirant labiovélaire [k͡pʷ] pour la transcription phonétiques des langues mélanésiennes et pour la consonne nasale vélaire voisée [ŋ] dans son orthographe du fidjien. Dans la transcription du yabem, langue de Papouasie-Nouvelle-Guinée, le père Wilhelm Schmidt reprends cet usage et utilise aussi ‹ q › pour représenter la consonne occlusive labiale-vélaire voisée ‹ ɡ͡b › ou la consonne occlusive vélaire sourde labisalisée.
Dans d’autres langues de Papouasie-Nouvelle-Guinée, des missionnaires luthériens utilisent la lettre ‹ q › comme Codrington. En kâte, Otto Dempwolff et les missionnaires Christian Keyßer (de) et Georg Pilhofer utilisent la lettre q ‹ q › pour [k͡p] ainsi que la lettre q hameçon ‹ ɋ › pour [ɡ͡b] dans plusieurs articles sur le kate publiés de 1924 à 1928 dans le Zeitschrift für Eingeborenen-Sprachen,,,,, dans un dictionnaire kâte en allemand de 1925 ou dans une grammaire kâte publiée en 1933. C’est encore l’usage dans l’orthographe du kâte.

### Dans les alphabets phonétiques

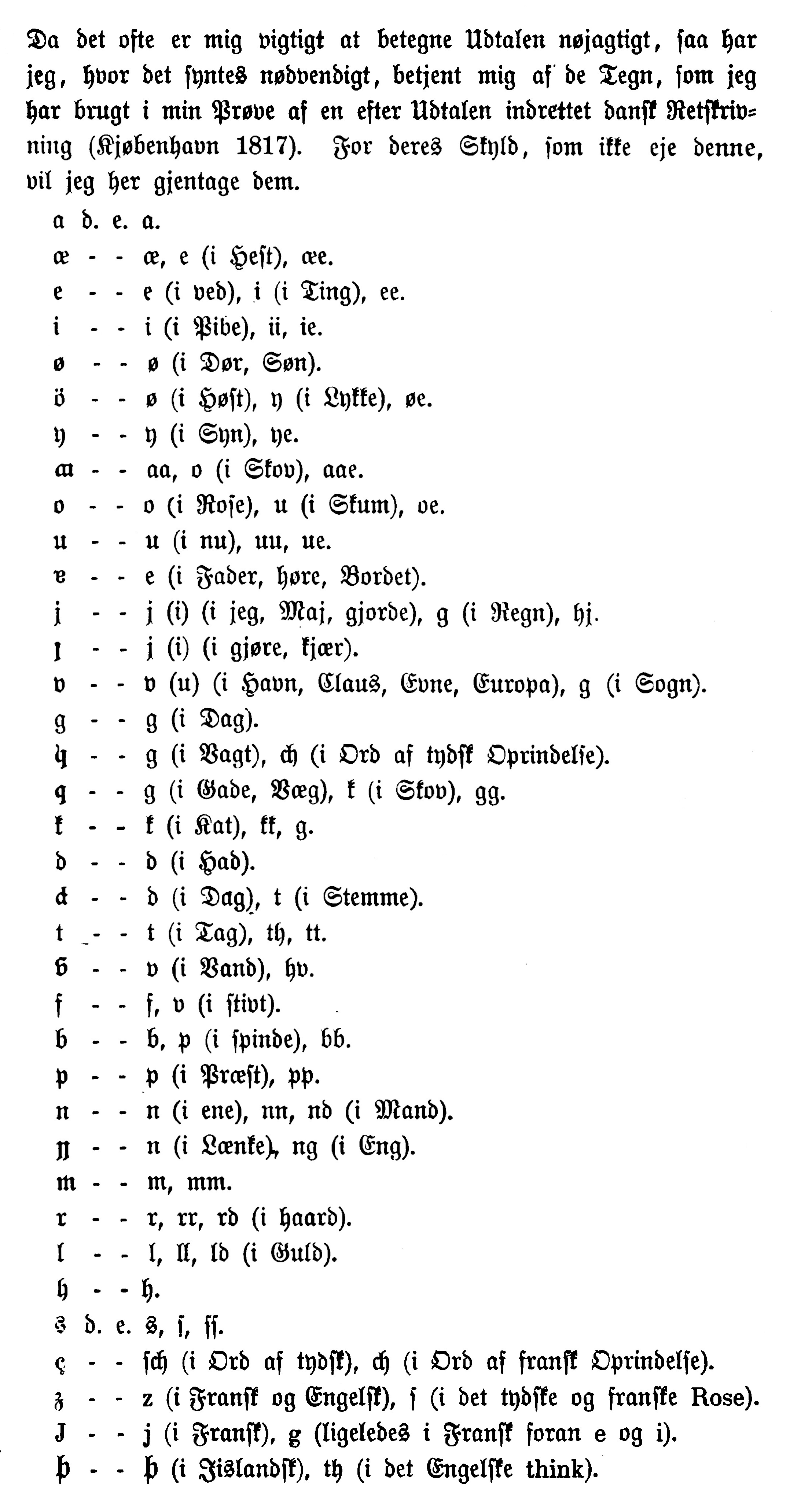
Alphabet phonétique danois de Bredsdorff en 1821 (republié en 1886).

En 1817 et 1821, le Danois Jakob Hornemann Bredsdorff (da) utilise le q ‹ q › pour noter la consonne traditionnellement écrite ‹ g › dans gade, væg, ‹ k › dans skov ou ‹ gg ›, dans ses travaux de linguistiques,.
L’alphabet phonotypique d’Isaac Pitman et Alexander John Ellis, dans sa version de janvier 1848, utilise la lettre q ‹ q › pour représenter le « g allemand après les voyelles palatales » et la lettre q italique ‹ q › pour représenter la consonne fricative vélaire voisée [ɣ].
Dans le Palæotype d’Alexander John Ellis de 1869 et dans l’alphabet romique de Henry Sweet, présenté en 1877, la lettre q ‹ q › représente une consonne nasale vélaire voisée [ŋ] et sa forme italique ‹ q › représente la nasalisation de la voyelle qui la précède. Par exemple, ‹ siq › pour l’anglais sing [sɪŋ] et ‹ aq › pour le français an [ɑ̃].
En philologie et linguistique danoises, la lettre q ‹ q › est choisie pour noter la consonne spirante du mot bager lors de la conférence de la Société philologique-historique (da) de Copenhague du 29 avril 1886. Le q à hameçon ‹ ɋ › ou un symbol similaire est utilisé la même année dans une description phonétique du danois du Jutland du Nord publiée par Peder Kristian Thorsen, et est notamment utilisé dans la transcription phonétique Dania présentée en 1890 par Otto Jespersen.
Dans l'alphabet phonétique international, la lettre q ‹ q › note la consonne occlusive uvulaire sourde [q], sorte de k articulé au fond de la gorge (au niveau de la luette). Auparavant, ‹ q › a noté la consonne fricative vélaire voisée [ɣ], après la suggestion d’Otto Jespersen pour remplacer la petite capital g ‹ ɢ ›, de l’été 1888 à décembre 1894,,, lorsqu’il est remplacé par le g bouclé ‹  ›. La q prend alors sa valeur actuelle, notant la consonne occlusive uvulaire sourde, comme dans plusieurs systèmes de translittérations de langues sémitiques ou dans l’alphabet standard de Lepsius, après la suggestion de Johannes Spieser.

## Liste de mots français contenant la lettre Q non suivie deu
Outre deux mots hérités du latin (cinq et coq), certains mots de la langue française contiennent un Q non suivie de la lettre u. Leur nombre est variable, en fonction du dictionnaire de référence choisi. La plupart de ces mots sont des emprunts : soit au chinois, soit aux langues sémitiques (arabe, hébreu), par exemple. Contrairement à ce qui est souvent dit, l'usage de la lettre q n'est pas un anglicisme, mais une manière de représenter la phonologie de la langue source de chaque emprunt. Ainsi, dans le cas du chinois, le q représente, en transcription pinyin, le son [tɕʰ]. Dans les emprunts aux langues sémitiques ou à l'inuktitut (eskimo), cette lettre q transcrit la consonne uvulaire (écrite [q] dans l'API), dont la prononciation est distincte de la consonne vélaire [k]. Dans la mesure où la lettre q est prononcée, en français, comme un k, on admet également une orthographe avec le k : ainsi, Irak est fréquemment utilisé en français à la place de la transcription Iraq plus fidèle à l'arabe.
Cas où le q représente le phonème /tɕʰ/ du mandarin (transcription pinyin):
- Qin n.m. (translittération pinyin) Cithare chinoise à 7 cordes. - D'une dynastie chinoise (221 à 206 b.c.). Autrefois ch'in dans la transcription de l'École française d'Extrême-Orient.
- Qing adj. D'une dynastie chinoise (XVIIè au XXè s.). Autrefois ch’ing dans la transcription de l'École française d'Extrême-Orient.

Cas où le q représente une consonne uvulaire /q/ (arabe <ق>, hébreu <ק>, inuktitut <ᖅ>, etc.):
- Al-Qaïda, n. pr., littér. ‘la Base’, nom d'une entreprise terroriste.
- Burqa n.f., également orthographiée burka ou bourka.
- Fiqh n.m. Science du droit islamique.
- Iqalummiuq adj. et n. D'Iqaluit (Canada).
- Iraq n.m., iraqien(ne) (parfois iraquien) adj. et n. Relatif à l’Iraq.
- Muqarnas n.m.pl. Niches de l'architecture musulmane.
- Nunavimiuq : adj. et n. Du Nunavik (Québec).
- Nunavumiuq adj. et n. Du Nunavut (Canada).
- Qadirite adj. et n. D'une confrérie religieuse musulmane.
- Qalandari adj. et n. De la Qalandariyya, confrérie de derviches errants.
- Qanûn n.m. (parfois kanoun, kanun, kanon, kanonaki, qanoun, quanoun, kalong). Cithare du Proche-Orient.
- Qaraïsme n.m., adj. et n. Variantes de karaïsme, karaïte (anciennement également écrit caraïsme, caraïte, voire charaïsme, charaïte). Secte issue du judaïsme qui ne reconnaît que la seule autorité de la Torah.
- Qaddich n.m. (ou kaddish). Prière juive qui marque la fin de chaque partie de l'office.
- Coq n.m., représentant mâle adulte de plusieurs espèces d'oiseaux, presque exclusivement de galliformes, en particulier le coq domestique. Sa femelle est la poule.
- Qajar adj. et n. (ou kadjar). D'une dynastie turkmène d'Iran.
- Qarmate adj. et n. (ou Karmate). D'une des branches des Ismaéliens.
- Qasida n.f. Poème arabe.
- Qat n.m. (également khat ou kat). Arbuste d'Arabie dont les feuilles séchées contiennent des substances  psychotropes.
- Qatar n.m., Qatari, e ou Qatarien, enne adj. et n.
- Qibla n.f. (parfois kibla, kiblat ou kiblet). Terme arabe désignant, dans la religion musulmane, la direction de La Mecque.
- Tariqa n.f. Dans l'Islam, communauté mystique.
- Qypi n.f. Nom rare de la darbouka (instrument de musique arabo-persan).

Autres cas:
- AQMI, n. pr., (acronyme de “Al-Qaïda au Maghreb islamique”) nom d'une entreprise terroriste.
- Nasdaq n.m. (acronyme de “National Association of Securities Dealers Automated Quotations”) Marché boursier américain spécialisé dans les techniques de pointe.
- UQAM n.m. (acronyme de "Université du Québec à Montréal") Établissement d'enseignement supérieur situé à Montréal.
- Paqson n.m. Fam. Paquet (également pacson, paxon).

## Codage

### Informatique
| Lettre                   | Q                        | Q                        | q                         | q                         |
| ------------------------ | ------------------------ | ------------------------ | ------------------------- | ------------------------- |
| Nom Unicode              | Lettre capitale latine Q | Lettre capitale latine Q | Lettre minuscule latine Q | Lettre minuscule latine Q |
| Encodage                 | décimal                  | hexadécimal              | décimal                   | hexadécimal               |
| ASCII, ISO 8859, Unicode | 81                       | 51                       | 113                       | 71                        |
| EBCDIC                   | 216                      | D8                       | 152                       | 98                        |

### Radio
- Épellation alphabet radio
  - international : Quebec
  - allemand : Quelle
- En alphabet morse, la lettre Q vaut « --·- ».

### Autres
| Signalisation | Signalisation | Langue des signes | Langue des signes | Écriture Braille |
| Pavillon      | Sémaphore     | française         | québécoise        | Écriture Braille |
| ------------- | ------------- | ----------------- | ----------------- | ---------------- |
|               |               |                   |                   |                  |